# Ezmolol
Az ezmolol terápiás adagokban az adrenerg β1-receptorok szelektív blokkolója, hatása gyorsan kezdődik és rövid ideig tart. Terápiás adagokban nem rendelkezik szignifikáns szimpatomimetikus vagy membránstabilizáló tulajdonságokkal. Az ezmolol a β-blokkolókra jellemző haemodinámiás és elektrofiziológiás hatásokkal rendelkezik:
- a szívfrekvencia csökkentése nyugalomban és terhelés esetén,
- az izoprenalin-indukálta szívfrekvencia-emelkedés gyengítése,
- az ezmolol plazmakoncentrációja jól korrelál a β-blokád mértékével,
- a szinusciklus és a szinuscsomó nyugalmi periódusának megnyújtása,
- a pitvarstimuláció és a normális sinusritmus alatti AV-intervallum megnyújtása,
- az anterográd Wenckebach-periódus megnyújtása,
- a szisztolés vérnyomás csökkentése,
- a perctérfogat csökkentése.

## Készítmények
- BREVIBLOC

## Fordítás
- Ez a szócikk részben vagy egészben  az   Esmolol című angol Wikipédia-szócikk fordításán alapul.  Az eredeti cikk szerkesztőit annak laptörténete sorolja fel. Ez a jelzés csupán a megfogalmazás eredetét és a szerzői jogokat jelzi, nem szolgál a cikkben szereplő információk forrásmegjelöléseként.